# Metaclase
En programación orientada a objetos, una metaclase es una clase cuyas instancias son clases. En otras palabras, como los objetos son instancias de una clase, las clases son instancias de una metaclase.
No todos los lenguajes orientados a objetos soportan metaclases. Además, los lenguajes que lo soportan tienen sus propias reglas que definen como los objetos, clases y metaclases interactúan.